# Lubkowce
Lubkowce (ukr. Любківці) – wieś na Ukrainie w rejonie kołomyjskim (do 2020 w rejonie śniatyńskim) obwodu iwanofrankiwskiego.
Znajduje się tu przystanek kolejowy Wołczkowce, położony na linii Lwów – Czerniowce.

## Urodzeni
- Stepan Borczuk